# Spyridium tridentatum
Spyridium tridentatum är en brakvedsväxtart som först beskrevs av Steudel, och fick sitt nu gällande namn av George Bentham. Spyridium tridentatum ingår i släktet Spyridium och familjen brakvedsväxter. Inga underarter finns listade i Catalogue of Life.